# Salus populi suprema lex esto

Grand sceau de l’État du Missouri portant l'inscription Salus populi suprema lex esto.

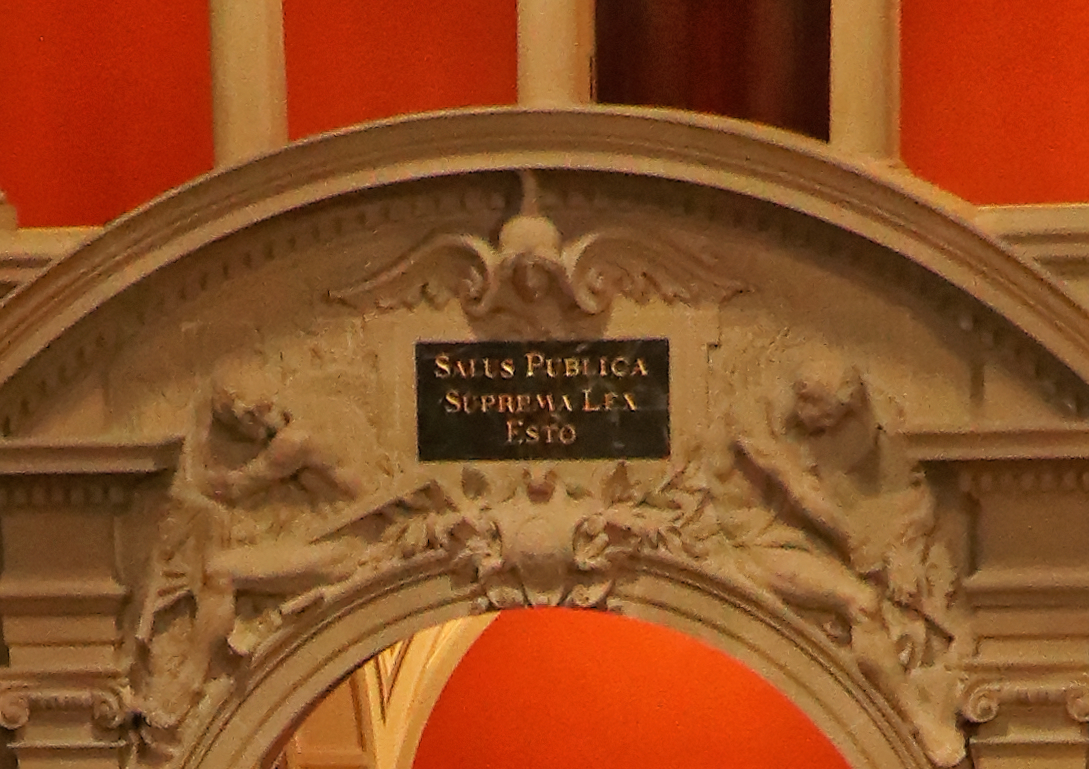
Salus publica suprema lex esto dans le Palais fédéral (Suisse).

La maxime latine « Salus populi suprema lex esto » peut être traduite par « [Que] Le salut du peuple soit la loi suprême ». 
« Salus populi suprema lex esto » est la devise de l’État du Missouri, présent dans son sceau et drapeau, dont la traduction officielle, en anglais est « Let the welfare of the people be the supreme law » ou en français « Que le bien-être du peuple soit la loi suprême ».

## Origine et emploi
La formule est généralement attribuée à Cicéron, dans son texte De legibus (52 av. J.-C.). Cette maxime aurait été inspirée par le paragraphe de conclusion de la loi des Douze Tables (écrite de 451 à 449 av. J.-C.),,.
Elle fut reprise par John Locke dans son Traité du gouvernement civil comme règle fondamentale. Cette même maxime était gravé sur la couronne de la « Tête-Ronde » William Rainsborough (en) pendant la première révolution anglaise.
Plusieurs analyses indiquent que la phrase est une défense de la raison d'État,.